# Desa Cijujung (administrativ by i Indonesien, lat -6,55, long 106,65)
Desa Cijujung är en administrativ by i Indonesien.   Den ligger i provinsen Jawa Barat, i den västra delen av landet, 40 km sydväst om huvudstaden Jakarta.